# Urocitellus richardsonii
La ardilla de Richardson o ardilla Richardson (Urocitellus richardsonii) es una especie de roedor esciuromorfo de la familia Sciuridae propia de América del Norte. Al igual que ocurre con otras ardillas terrestres viven bajo tierra, en galerías excavadas por ellas mismas a una profundidad de unos 6 metros; a veces se les llama topos[cita requerida], aunque este nombre habitualmente solo se utiliza con animales de la familia Geomyidae.
El nombre de este animal es un homenaje al naturalista escocés sir John Richardson. El museo de topos (Gopher Hole Museum) en Torrington, Alberta (Canadá) tiene una gran colección de ardillas terrestres disecadas de muchas variedades y colores.

## Características
Su aspecto y comportamiento es muy similar al del perrito de la pradera por lo que es fácil confundirlos. El tamaño del cuerpo de una ardilla de Richardson varía según su sexo, siendo el macho mayor con una longitud de 26 a 30 cm, mientras que el de la hembra de 23 a 28 cm. Posee una larga cola, que también varía su tamaño según su sexo, siendo la cola del macho mayor con 6,5 a 8,5 cm y 5,5 a 8,0 cm la de la hembra.
Su peso varía respecto al sexo, la época del año y la zona geográfica; el macho puede pesar de media desde los 650 g hasta 1 kg, mientras que la hembra entre 450 a 880 g. Cuando terminan de hibernar, las ardillas pesan entre 200 y 400 g; pero justo antes de que dé comienzo una nueva hibernación, su peso se aproxima a los 750 g.
Su pelaje es de color marrón oscuro en el lomo y color canela en los costados, llegando a ser blanco en el vientre. La cola es generalmente marrón, con pelos negros finos y largos, presentándose más corta y menos peluda que en otras especies de ardillas terrestres; las orejas son tan diminutas que, de forma similar a las de los pájaros, parecen ser agujeros. Sus hábitos son más parecidos a los de un Perrito de la pradera que a los propios de otras especies de ardillas terrestres.
La esperanza de vida en su hábitat es de 3 años aproximadamente para los machos de los machos y de entre 5 a 6 años para las hembras.
|                   | Macho         | Hembra       |
| ----------------- | ------------- | ------------ |
| Tamaño            | 26 - 30 cm    | 23-28 cm     |
| Longitud cola     | 6,5 - 8,5 cm  | 5,5 a 8,0 cm |
| Peso              | 650 - 1.000 g | 450 - 880 g  |
| Esperanza de vida | 3 años        | 5 - 6 años   |

## Distribución
Su hábitat natural se encuentra en las praderas de hierba corta norteamericanas; su población se encuentra en el norte de Estados Unidos, en Dakota del Norte, Minnesota y Montana y en el sur de Canadá, en las provincias de Alberta y Saskatchewan. 
La distribución geográfica de esta especie ha aumentado debido a que se han talado los bosques para crear tierras de cultivo. No solo se hallan en las praderas, sino que también se pueden adaptar con éxito a vivir en las afueras de las ciudades, donde resultan perjudiciales por estropear parques y jardines al excavar sus madrigueras.

## Comportamiento

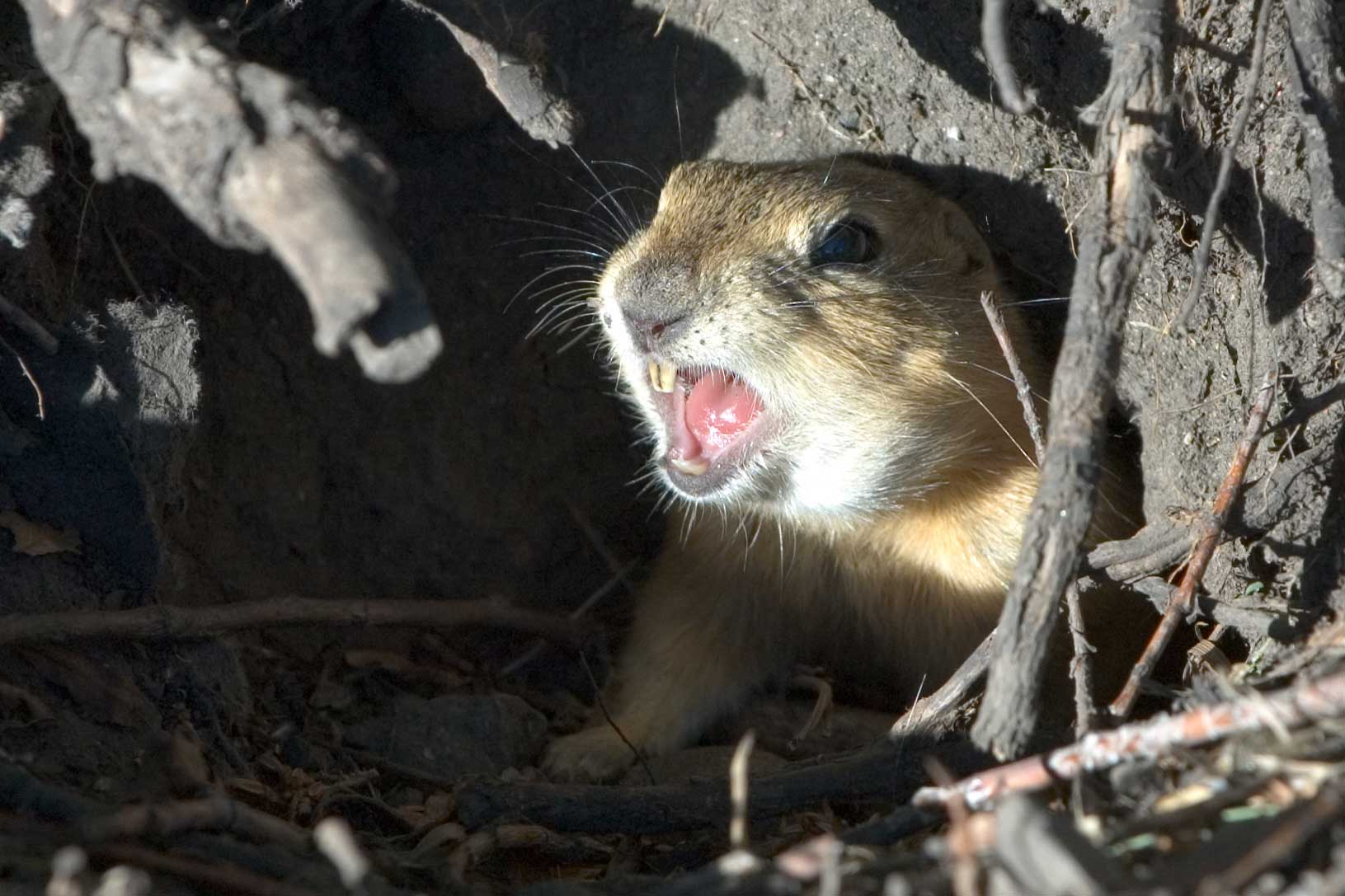
Las ardillas de Richardson muestran un comportamiento territorial y agresivo ante sus madrigueras.

Aunque muestren un comportamiento agresivo y territorial en sus madrigueras, éstas se agrupan en colonias en las que sus miembros emiten audibles gritos de alarma para advertir de la presencia de posibles depredadores. Hay distintos tipos de gritos en función de si la amenaza proviene del aire o de la tierra, después del primer tipo de grito desaparecen en su madriguera, mientras que después del segundo tipo de grito inspeccionan la zona y a continuación, en caso de necesidad, huyen y se refugian. Recientes investigaciones han revelado que en algunos casos estas ardillas profieren gritos de alarma ultrasonidos que son contestados por otros miembros de su colonia.
Viven en un entorno social que solo está compuesto por animales de la misma ascendencia y que está regido por las hembras. Aunque los machos tienen un cuerpo más grande, son las hembras las que defienden su madriguera cuando están preñadas o criando de los animales de la misma ascendencia y de otros machos, incluso del padre de los cachorros.
En las tempranas fechas de julio puede comenzar la hibernación de los adultos, aunque los jóvenes en el primer año de vida no hibernarán hasta septiembre. Los machos dejan de hibernar en marzo, para establecer territorios antes de que un par de semanas después despierten las hembras. Los nacimientos tienen lugar entre abril y mayo; y en un único parto se puede llegar a alumbrar hasta ocho cachorros. Sus madrigueras abandonadas pueden verse en ocasiones ocupadas por otros habitantes de la pradera norteamericana como Athene cunicularia.

### Posición de la cola
A través de la posición de la cola y su movimiento podemos conocer su estado de ánimo del animal. Así podemos encontrar 4 estados de ánimo y por tanto posiciones diferentes de la cola.
- Normal: La cola quedará hacia arriba en forma de "L".
- Inseguridad: La cola se moverá constantemente hacia arriba y hacia abajo.
- Miedo: La cola quedará pegada a su espalda.
- Agresividad: La cola quedará abierta como un abanico.

## Alimentación
Estos animales son omnívoros; comen semillas, nueces, granos, pasto, insectos y algo de carroña.

## Cuidados en cautividad
Deben "domesticarse" desde jóvenes puesto que si no será imposible hacerlo, igualmente es realmente complicado educarlos perfectamente, se asustan de los humanos, y eso algo que probablemente conservarán durante el resto de su vida, por este motivo no son animales recomendados para niños.
En cautividad el animal no podrá comer lo mismo que en su hábitat natural, por eso habrá que asemejar su dieta lo más parecida posible a la que tendría en su hábitat.
| Forraje principal | Forraje fresco | Forraje seco | Golosinas                                                                  | Prohibido |
| ----------------- | --- | --- | -------------------------------------------------------------------------- | --- |
| Heno fresco       | Fruta y verdura fresca como lechuga, pepino, zanahoria, pimiento verde, soja, remolacha, diente de león, plátano, melón, sandía o uva. | Pienso compuesto para Perrito de la pradera y Pienso compuesto para ardilla solo si el animal está a la intemperie. | Golosinas para roedores de plátano o zanahoria, avellana o copos de avena. | Pan de trigo, cereales, maíz, alfalfa, Perrito de la pradera, pipas, frutos secos, manzana, brócoli, coliflor. |

La alimentación ideal es el pienso para perrito de la pradera reforzándola con fruta, verdura y cereales, también deberemos aportar forraje tanto húmedo como seco. Debe prescindirse de la avellanas, aunque se les puede dar 1 o 2 unidades por semana, a modo de golosina.
- Como forraje principal debería alimentarse de hierba fresca ya que al mismo tiempo calma su sed.
- Como forraje seco debería alimentarse de Pienso compuesto para perrito de la pradera, con una cucharada sopera al día es suficiente, aunque en épocas necesitará más.
- Como forraje fresco debería alimentarse de diente de león, hierba fresca, fruta y verdura fresca lavada para evitar los pesticidas.

Debe tenerse en cuenta que el pienso no esté húmedo y tenga una temperatura ambiente para que no se produzcan diarreas, en caso de que se presenten diarreas, retirar inmediatamente el forraje fresco y alimentar con mucho heno. 
Al ser un animal muy activo debemos habilitarle una jaula lo suficientemente grande para que pueda correr, cavar y trepar, un metro cuadrado por ardilla es lo recomendable, a ser posible distribuido en varios niveles. Debe tener abundante Heno con el que poder hacer su nido y cavar o refugiarse debajo, también puede habilitársele un refugio artificial para que se cobije en caso de temperaturas bruscas o excesos de luz. Utilizaremos substrato de madera para que absorba sus excrementos y también puede ponerse corteza de madera que absorbe y también le sirve para roer y desgastar sus incisivos, con el mismo propósito podemos usar trozos de madera o piedras específicas para roedores. Nunca debe faltar agua fresco en un bebedero para roedores.
Debido a su falta de hibernación al encontrarse en un hábitat que no es el habitual, las mascotas pueden enfermar a menudo si no reciben los cuidados necesarios.

## Exterminio
Entre sus depredadores se encuentran el halcón, el águila, la lechuza la mustela, el coyote, la comadreja, el zorro, el tejón y la serpiente de cascabel.
Debido a la rapidez con la que devoran las hortalizas, en algunos países es considerada una plaga agrícola, los agricultores, además de las formas tradicionales de acabar con las ardillas Richardson como pueden ser las trampas, disparos o envenenamiento, han ideado otras formas ingeniosas de exterminarlas. Un ocurrente agricultor modificó un camión de los que se emplean en la extracción de aguas residuales para mediante la aspiradora del mismo extraer a las ardillas de su cubil y ponerlas dentro de la cisterna del camión. Otro método consiste en llenar las madrigueras de una mezcla de oxígeno y propano y prenderle fuego, lo que produce una explosión que derrumba todas sus galerías. Aunque ambas soluciones son eficaces, las ardillas de Richardson de las zonas aledañas a las tratadas repoblarán el lugar y volverán a propagarse.
No todo el mundo está de acuerdo con el extermino de esta especie. La Saskatchewan Wildlife Federation patrocinó en 2002 un certamen de doce semanas con el que se pretendía reducir la superpoblación de estas ardillas. Se otorgaron premios en efectivo a quienes hubiesen matado al mayor número de ejemplares; la cola del animal era la prueba de su captura. La Canadian Humane Society tachó a la competición de cruel y bárbara. A pesar de las críticas, las pruebas se repitieron en 2003. En 2004, la población de ardillas de Richardson había descendido y no se celebró el concurso.

## Curiosidades
Nunca deja de mover la cola, y por esta característica se le llama en los Estados Unidos «flickertail» ("agitacola"); debido a la población de este animal en Dakota del Norte este Estado es conocido también como flickertail.